# Prezzario
Un prezzario è un catalogo, cioè un elenco ordinato e sistematico di oggetti della stessa specie o rientranti nello stesso ambito, che mostra i prezzi di tali oggetti. Ogni capoluogo di provincia ha il proprio prezzario, che viene stampato dalla camera di commercio locale. Un prezzario, o lista dei prezzi, viene prevalentemente usato nella pratica estimativa, per effettuare quello che viene chiamato procedimento di stima, in questo caso si tratta di stima del valore di costo di un'opera edile pubblica.

## Stima del valore di costo
La funzione principale della stima dei costi di costruzione è quella di fornire una previsione del più probabile costo di realizzazione di un progetto prima che il progetto particolareggiato sia stato redatto. Ciò allo scopo precipuo di indicare alla committenza dell'opera edile l'entità dell'eventuale impegno finanziario prima ancora che si sia passati alla fase vera e propria di progettazione. Per questo motivo, essa viene chiamata stima precontrattuale. La stima del valore di costo viene calcolata usando due procedimenti di stima principali, che sono:
- Procedimento comparativo diretto
- Computo metrico estimativo

Il primo procedimento viene utilizzato prevalentemente per opere edili cosiddette ordinare, in quanto facilmente reperibili sul mercato immobiliare, e consiste in un confronto del bene oggetto di stima con una serie di beni di cui si è reperito il valore di costo, applicando calcoli quali la media aritmetica o ponderata dei valori di costo. 
Esistono tuttavia delle opere edili che non sono soggetti alle leggi di mercato, in quanto essi sono immobili peculiari, cioè non riprodotti in gran quantità o addirittura uniche nel suo genere. È questo il caso di opere quali viadotti particolarmente alti e lunghi, gallerie particolarmente profonde o lunghe per la viabilità. In quel caso viene applicato il computo metrico estimativo, in quanto l'estimatore si trova nell'impossibilità di effettuare una comparazione con beni similari. Per effettuare un computo metrico estimativo l'estimatore utilizza uno strumento fondamentale: il prezzario.

## Contenuto di un prezzario edile
Un prezzario edile contiene le voci di tutti i procedimenti possibili e immaginabili nella costruzione dell'opera commissionata. Conterrà quindi non soltanto i prezzi delle singole parti che compongono un edificio, quali fondamenta, pilastri, murature in cemento armato, in mattoni, vetrocemento ecc., ma anche tutte quelle operazioni che permettono la messa in opera del cantiere, il trasporto di materiale, lo scavo di fondamenta e noleggio di macchine e attrezzature, oltre i costi della manodopera di rifinitura dell'immobile. Un prezzario edile, tuttavia, contiene anche tutte quelle voci inerenti ad un'opera di restauro di un immobile, quali imbiancatura, stuccatura, falegnameria, incollaggi, pulitura, ecc.